# Collaborative Arts Project 21 (CAP21)
Collaborative Arts Project 21 (CAP21) er en musicalskole og et Off-Broadway-teater i New York. CAP21 har produceret mange skuespillere til teatrene på og uden for Broadway samt til fx TV og film.
| Kunst og kultur | Spire Denne artikel om scenekunst og teater er en spire som bør udbygges. Du er velkommen til at hjælpe Wikipedia ved at udvide den. |